# Єрмолкинська сільська рада
Єрмо́лкинська сільська рада (рос. Ермолкинский сельский совет) — муніципальне утворення у складі Белебеївського району Башкортостану, Росія. Адміністративний центр — село Єрмолкино.

## Населення
Населення — 1250 осіб (2019, 1695 в 2010, 1708 в 2002).

## Склад
До складу поселення входять такі населені пункти:
| Населений пункт          | Населення, осіб (2002) | Населення, осіб (2010) |
| ------------------------ | ---------------------- | ---------------------- |
| Аделькино, село          | 281                    | 304                    |
| Баймурзино, присілок     | 399                    | 409                    |
| Верхньоєрмолги, присілок | 17                     | 10                     |
| Єлизаветино, присілок    | 8                      | 0                      |
| Єрмолкино, село          | 562                    | 625                    |
| Малоалександровка, село  | 294                    | 267                    |
| Михайловський, присілок  | 6                      | 6                      |
| Нова Деревня, присілок   | 38                     | 17                     |
| Савкино, присілок        | 101                    | 57                     |